# Toufic Succar
Pour les articles homonymes, voir Succar.
Toufic Succar (en arabe : توفيق سكر ; né à Tripoli le 29 novembre 1922 et mort le 17 novembre 2017 au Liban,), surnommé le « Bartók libanais », était un compositeur libanais. Il a notamment composé la musique du film Vers l'inconnu ? (1957).